# 錫默頓 (伊利諾伊州)
錫默頓（英語：Symerton）是位於美國伊利諾伊州威爾縣的一個村落。

## 地理
錫默頓的座標為41°19′41″N 88°03′16″W / 41.32806°N 88.05444°W，而該地最高點為海拔高度195米（即640英尺）。

## 人口
根據2010年美國人口普查的數據，錫默頓的面積為0.12平方千米，當中陸地面積為0.12平方千米，而水域面積為0.29平方千米。當地共有人口87人，而人口密度為每平方千米725人。